# Triraphis maculipennis
Triraphis maculipennis är en stekelart som först beskrevs av Szepligeti 1902.  Triraphis maculipennis ingår i släktet Triraphis och familjen bracksteklar. Inga underarter finns listade i Catalogue of Life.